# Разжалование Хай Жуя
«Разжалование Хай Жуя» (кит. 《海瑞罷官》, пиньинь «Hǎi Ruì bà guān») — историческая пьеса китайского учёного-историка, специалиста по династии Мин, и деятеля компартии У Ханя (кит. 吴晗, пиньинь Wu Han; 1909 — 1969).
Основана на его же одноимённой статье, поставлена 11 февраля 1961 года труппой Пекинской оперы. Посвящена истории минского чиновника Хай Жуя, разжалованного в 1566 году за свою честность и бескомпромиссность.
Мао Цзэдун и Яо Вэньюань усмотрели в этом намёк на судьбу маршала Пэн Дэхуая, отправленного в отставку после критики им в 1959 году политики Большого Скачка. Мао Цзэдун заявил: «Император Цзяцзин разжаловал Хай Жуя, а мы в 1959 г. разжаловали Пэн Дэхуая. Пэн Дэхуай — это тот же Хай Жуй». В ноябре 1965 в шанхайской газете «Вэньхуэй бао» была опубликована статья Яо Вэньюаня «О новой редакции исторической драмы „Разжалование Хай Жуя“» (评新编历史剧《海瑞罢官》), которая стала одним из первых событий «культурной революции». Пьеса была названа в статье «антисоциалистической ядовитой травой». Мэр Пекина Пэн Чжэнь, покровительствующий У Ханю, который был его заместителем, возглавил «Группу пяти» и пытался свести критику к научной дискуссии, однако его попытка не увенчалась успехом: сама группа вскоре была разгромлена, а У Хань умер в тюрьме.
Между тем этот исторический образ был приведён в качестве примера для подражания самим Председателем. По мнению Мао (апрель 1959), «Китаю требовалось больше Хай Жуев» (P.Short, Mao: a Life, p. 495, цит. Miscellany of Mao Tse-tung Thought I, 1974, p. 176)

## Публикации на русском
- У Хань. Разжалование Хай Жуя [: историческая драма в 9 действиях ] / Пер. с кит. и вступление В. Годыны, стихи в переводе Л. Черкасского // Иностранная литература. —  1976. — №10. — С.144-170.
  - То же // Избранные произведения драматургов Азии. —  М.: Радуга, 1983. — С.162-204. — («Б-ка избранных произведений писателей Азии и Африки»).